# Raymond Queneau
Raymond Queneau (El Havre, Sena Marítimo, 21 de febrero de 1903 - París, 25 de octubre de 1976) fue un escritor, poeta y novelista francés, cofundador de OuLiPo, miembro del Colegio de Patafísica y director de la Encyclopédie de la Pléiade.

## Biografía
Raymond Queneau fue hijo único de Auguste Queneau y Joséphine Mignot. Graduado en 1919 en latín y griego, se trasladó a estudiar en la Sorbona de París donde estudió tanto matemáticas como letras. Se graduó en filosofía y psicología. Ahí se sintió atraído por el movimiento surrealista.
Después de un viaje a Grecia en 1932, empezó a reflexionar sobre las divergencias existentes entre las lenguas habladas y las lenguas escritas, divergencia evidente en el griego pero también en el francés. Estas reflexiones las plasmó en diversos artículos sobre el «neofrancés» y las utilizó en sus novelas. Escribió su primera novela Le Chiendent, publicada en 1933.
Vivió de su trabajo como periodista, realizando pequeños trabajos, y luego, a partir de 1938, de su colaboración con la editorial Gallimard en la que fue traductor, lector, miembro del comité de lectura, entre otros.
Tras la liberación, frecuentó también los medios de Saint-Germain-des-Prés. Su poema Si tu t'imagines, musicado por Joseph Kosma por iniciativa de Jean-Paul Sartre, fue un gran éxito de Juliette Gréco. Otros de sus poemas fueron interpretados por el cuarteto vocal Les Frères Jacques. Escribió libretos para comedias musicales y los diálogos de diversas películas como Monsieur Ripois realizada por René Clément.
En 1947 se publicaron sus Ejercicios de estilo (Exercices de style). Fue también el inicio de las primeras publicaciones que realizó bajo el heterónimo de Sally Mara, siguiendo un procedimiento análogo al de su amigo Boris Vian con el heterónimo Vernon Sullivan.
El 11 de febrero de 1950 (17 de Gueules de 77) fue nombrado «Sátrapa Trascendente» del Colegio de 'Patafísica.
En 1951 ingresa en la Academia Goncourt (Sociedad Littéraire des Goncourt), en el cubierto sexto, que ocuparía hasta su fallecimiento.
En 1959 publicó Zazie dans le Métro, novela que reveló a Raymond Queneau al gran público. Ese mismo año Olivier Hussenot realizó una adaptación teatral y en 1960 el director Louis Malle una adaptación cinematográfica. 
Amante de las ciencias (en 1948 entró en la Sociedad Matemática de Francia), Raymond Queneau siempre intentó aplicar normas aritméticas en la construcción de sus obras. Con motivo de un coloquio sobre su obra, Raymond Queneau et une nouvelle illustration de la langue française, celebrado en septiembre de 1960, en diciembre de ese año fundó, junto a François Le Lionnais, el Séminaire de littérature expérimentale (Selitex), un grupo de investigación literaria y científica que posteriormente se convirtió en el OuLiPo (Obrador de Literatura Potencial).
Se casó en 1928 con Janine Kahn, de la que enviudó en 1972, y con la que tuvo un hijo el 1 de marzo de 1934, Jean-Marie Queneau.

## Obras

### Novelas
- 1933: Le Chiendent
- 1934: Gueule de pierre
- 1936: Les Derniers Jours (Los últimos días, Gallo Nero, 2013)
- 1937: Odile (Odile, Marbot, 2008)
- 1938: Les Enfants du Limon (Los hijos del viejo limón, Losada, 1970)
- 1939: Un rude hiver
- 1941: Les Temps mêlés (Gueule de pierre II)
- 1942: Pierrot mon ami (Mi amigo Pierrot, Anagrama, 1983)
- 1944: Loin de Rueil
- 1947: On est toujours trop bon avec les femmes (Siempres somos demasiado buenos con las mujeres, Seix Barral, 1982; 2003)
- 1948: Saint-Glinglin
- 1950: Le Journal intime de Sally Mara (Diario íntimo de Sally Mara, Martínez Roca, 1988)
- 1952: Le Dimanche de la vie (La alegría de la vida, Alfaguara, 1984)
- 1959: Zazie dans le métro (Zazie en el metro, Plaza y Jánes, 1961; Alfaguara, 1978; Marbot Ediciones, 2010)
- 1965: Les Fleurs bleues[nota 1] (Flores azules, Seix Barral, 2007)
- 1968: Le Vol d'Icare (El vuelo de Ícaro, Marbot, 2007)

### Poesía
- 1937: Chêne et chien
- 1943: Les Ziaux
- 1946: L'Instant fatal
- 1950: Petite cosmogonie portative
- 1961: Cent mille milliards de poèmes (Cien mil millones de poemas, 2012)
- 1965: Le Chien à la mandoline
- 1967: Courir les rues
- 1968: Battre la campagne
- 1969: Fendre les flots
- 1975: Morale élémentaire

### Ensayos y artículos
- 1950: Bâtons, chiffres et lettres
- 1956: Pour une Bibliothèque Idéale
- 1962: Entretiens avec Georges Charbonnier
- 1963: Bords (Orillas: matemáticos, precursores, enciclopedistas, Fondo de cultura económica, 1989)
- 1966: Une Histoire modèle
- 1973: Le Voyage en Grèce
- 1993: Traité des vertus démocratiques

### Otros
- 1947: Exercices de style (Ejercicios de estilo, Cátedra, 1987)
- 1981: Contes et propos
- 1986: Journal 1939-1940
- 1996: Journaux 1914-1965